# 狗吃狗
《狗吃狗》（西班牙語：Perro Come Perro）是一部2008年哥倫比亞驚悚片，由卡洛斯·莫雷諾執導並與阿隆索·托雷斯（Alonso Torres）共同編劇。
電影於2008年1月18日在日舞影展上首映，並於2008年4月18日在哥倫比亞上映。

## 劇情
故事敘述在充滿犯罪的城市卡利中，一些不法分子在暴力的生活中尋求自我利益。

## 外部連結
- 官方网站
- 互联网电影数据库（IMDb）上《Dog Eat Dog》的资料（英文）
- Box Office Mojo上《Dog Eat Dog》的資料（英文）
- 爛番茄上《Dog Eat Dog》的資料（英文）